# King's Lynn and West Norfolk

Localisation de King's Lynn and West Norfolk dans le Norfolk

King's Lynn and West Norfolk est un district non métropolitain du Norfolk, en Angleterre. Le conseil de district siège à King's Lynn.
Le district a été créé le 1er avril 1974 par le Local Government Act 1972. Il est issu de la fusion du district municipal de King's Lynn, des districts urbains de Hunstanton et Downham Market, et des districts ruraux de Docking, Downham, Freebridge et Marshland. Originellement appelé West Norfolk, son nom actuel a été adopté en 1981.
Le district comprend l'agglomération de King's Lynn et 102 paroisses environnantes. Lors du recensement de 2001, le district comptait 135 345 habitants pour une superficie de 1 473 km2.

## Source
- (en) Cet article est partiellement ou en totalité issu de l’article de Wikipédia en anglais intitulé « King's Lynn and West Norfolk » (voir la liste des auteurs).